# روث غوتز
روث غوتز (بالإنجليزية: Ruth Goetz)‏ هي كاتبة سيناريو أمريكية، ولدت في 12 يناير 1912 في فيلادلفيا في الولايات المتحدة، وتوفيت في 12 أكتوبر 2001 في إنغلوود في الولايات المتحدة.

## وصلات خارجية
- روث غوتز على موقع IMDb (الإنجليزية)
- روث غوتز على موقع قاعدة بيانات برودواي على الإنترنت (الإنجليزية)
- روث غوتز على موقع قاعدة بيانات برودواي على الإنترنت (الإنجليزية)
- روث غوتز على موقع قاعدة بيانات الفيلم (الإنجليزية)